# Ridge Farm
Ridge Farm – wieś w Stanach Zjednoczonych, w stanie Illinois, w hrabstwie Vermilion.